# غواتوسو (كانتون)
غواتوسو (بالإسبانية: Alfaro Ruiz)‏ و هو الكانتون الخامس عشر من محافظة الأخويلا في كوستاريكا. و يغطي الكانتون مساحة 758.32 كم مربع،
كما يقارب عدد سكانه 13,984 نسمة.
و تدعى مدينته الرئيسية بـ سان رافاييل دي غاوتوسو.
تم تأسيس هذا الكانتون تشريعيا في 17 آذار 1970.

## المقاطعات
يتألف الكانتون من أربع مقاطعات وهي :
1. سان رافاييل
2. بوينا فيستا
3. كوتيه
4. كاتيرا